# 이금이

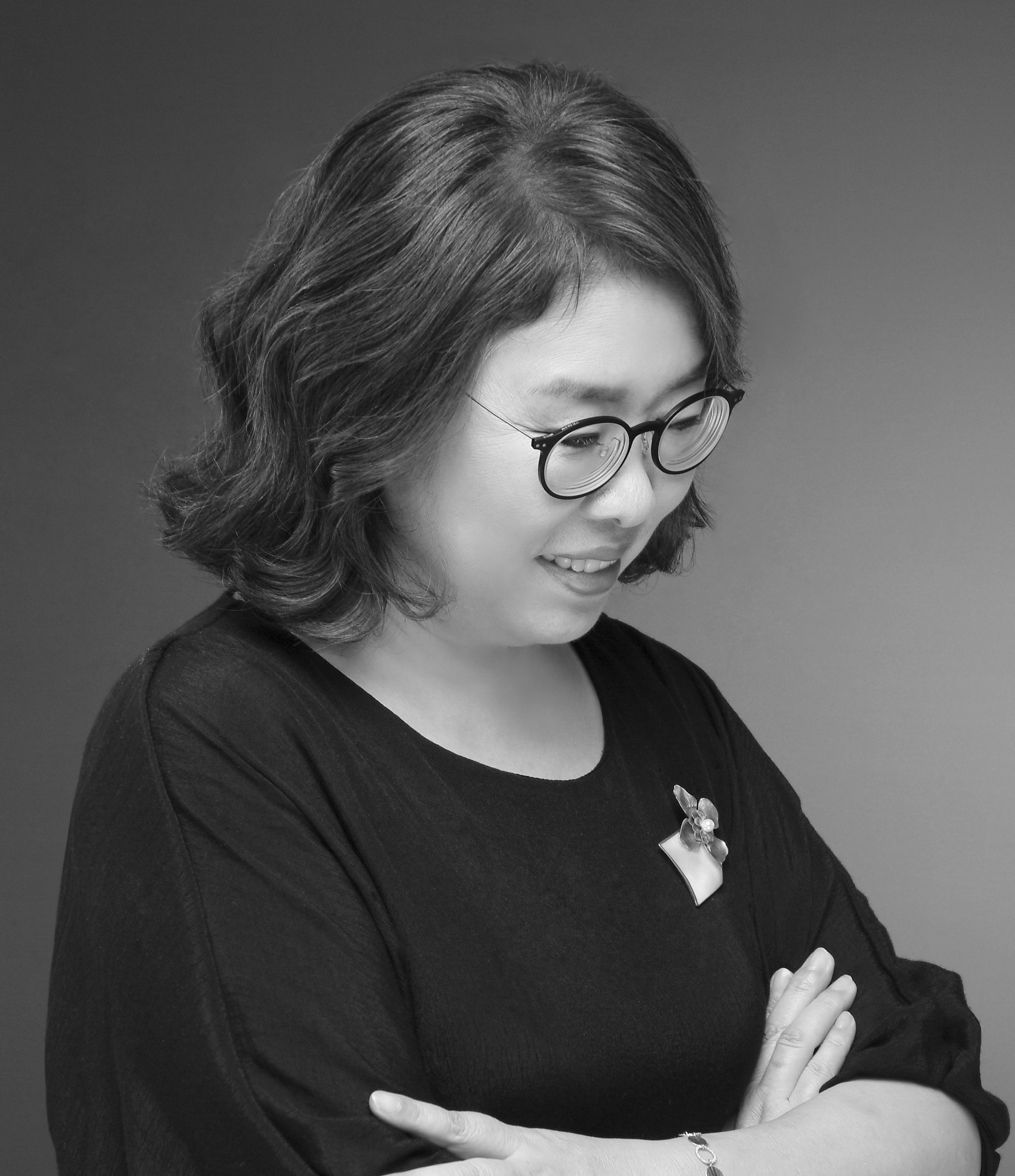

이금이는 1962년 대한민국 d충청북도 청원 출신으로 1984년 "'새벗문학상'"에 동화가 당선되어 문단에 데뷔했다. 2020 한스 크리스티안 안데르센 상 글 작가 부분에 한국후보자로 등록되었다.(NOMINATION FOR THE HANS CHRISTIAN ANDERSEN AWARDS 2020)
2024 한스 크리스티안 안데르센 상 글 작가 부분에 한국후보자로 등록되고, 최종 6인에 선정되었다. (NOMINATION FOR THE HANS CHRISTIAN ANDERSEN AWARDS 2024)

## 생애정보
작가 이금이는 1962년 대한민국 충청북도 청원에서 출생했으며 1968년 서울로 이주하여 성장했다. 그러나 이금이는 서울에 살면서도 방학 때마다 고향으로 가서 할머니 댁을 방문했다. 그리고 할머니의 절대적인 사랑이 ‘성인이 된 후에도 자신을 부정하지 않을 수 있었던 자존심의 원천, 삶을 긍정적으로 바라볼 수 있는 힘’으로 자리 잡았다고 밝히고 있다. 특히 고향의 할머니는 이금이에게 이야기를 많이 접하게 해주었다. 할머니가 들려 준 스토리텔링의 힘이 이금이에게 전달되었고 이야기를 만들어내는 근간이 되었다.
이야기에 빠져 유년기를 지낸 이금이는 초등학생 시절부터는 아버지가 사주신 소년소녀세계문학전집을 읽으며 본격적인 작가의 꿈을 갖게 됐다. 특히 《알프스의 소녀 하이디》를 읽고 이런 작품을 쓰는 사람이 되겠다고 결심했다.  《알프스의 소녀 하이디》가 아동 문학 장르임을 자각하기도 전이었다. 드디어 고등학교를 졸업한 후에 대학에 진학하지 않고 습작을 거듭하여 1984년 ‘새벗문학상’에 동화가 당선되어 문단에 데뷔했다. 1985년에는 어린이잡지 《소년중앙》 문학상에도 당선되었다.
1989년 결혼과 함께 이금이는 서울을 떠나 다시 충청북도 청원의 농촌 마을로 이주한다. 어린 시절의 꿈을 남겨 둔 고향으로 돌아가게 된 것이다. 이금이가 고향으로 돌아간 것은 ‘농민의 삶’에 관심을 가졌으며 농촌 운동에 몸담은 남편의 영향도 있었다. 그러나 이금이는 그곳에서 어린 시절과는 달리 농촌의 무거운 현실과 충돌하는 경험을 맞게 된다. 한국 농촌은 도시와 농촌의 빈부 격차와 산업 위주의 경제성장의 결과로 점점 경제적으로 어려워지고 있었으며 이에 따라 가족 해체, 아동 소외 등의 문제가 일어났다. 또한 농촌은 점점 환경오염 문제에도 노출되었다. 이에 그는 자연과 환경을 보호하려는 의지와 함께 농촌 생활자로서 사회를 향한 문제의식도 발전해갔다. 그는 농촌을 자신의 작품의 주요 무대로 등장시켰으며 그 중에서 농촌의 가족문제에 집중한다.
그러나 1999년 이금이는 개인적으로 더욱 어려워진 경제적 상황에 부딪쳐 농촌 생활을 정리하고 도시로 이주하게 된다. 서울에 살면서 그는 더욱 아동문학과 청소년문학 창작에 모든 시간을 투자하게 된다. 특히 농촌과 상반된 공간으로 도시에서 일어나는 아동과 청소년의 삶에 관심을 기울였다. 그 결과 한국 문학에서 생소한 장르였던 청소년소설 장르를 개척하게 된다.  그는 한국 여성 청소년들이 겪는 여러 사회적 심리적 문제를 작품의 중심 주제로 형상화해 나간다. 2004년 청소년소설 《유진과 유진》을 발표한 이후에는 주로 청소년소설을 창작하고 있다.
청소년소설과 동화를 꾸준히 발표하던 이금이는 2016년 장편 역사소설 《거기, 내가 가면 안돼요?》를 발표한다. 한국 최고의 아동청소년소설 작가로 정점에 오른 작가에게 이러한 역작은 일생의 성실함을 대변해주는 결과물이다. 여성 청소년의 문제이자 한국 현대사의 슬픈 비밀을 이야기한 이 작품으로 이금이는 2018년 IBBY 어너리스트 글 부문 작가로 선정되었다.

## 아동문학에 공헌

### 여성의 삶을 주목하다
작가 이금이에게 ‘여성’은 하나의 핵심 주제이다. 이금이가 ‘여성’을 주목한 것은 결혼과 출산, 육아를 거치면서부터다. 그는 결혼과 함께 여성의 삶을 새롭게 인식하였고 딸을 키우면서 동화 속에서 여성인물을 어떻게 그릴지 본격적으로 고민하게 되었다고 한다. 그의 초기작 《밤티마을 큰돌이네 집》에서 비전형적인 새엄마를 등장시켜 독자에게 ‘모성이란 무엇인가?’라는 질문을 던졌다. 이 새로운 인물을 통해 한국 동화에서 ‘새엄마’는 비로소 한 차원 발전하였다.
또한 그는 2004년 성폭행이라는 민감한 소재를 다룬 청소년소설 《유진과 유진》을 발표했다. 《유진과 유진》은 이름이 같은 두 소녀의 이야기이다. 두 아이 모두 어린 시절 유치원에서 성추행을 당한 경험이 있는데 각각의 어머니의 양육태도가 달라지면서 발생하는 결과도 달라진다. 작가는 유아나 청소년이 성폭행이나 추행을 당했을 때 부모를 비롯한 어른의 역할이 결정적으로 중요하고, 그것이 잘못될 경우 불행하게도 피해자의 자기존중감 상실로 귀결될 수 있음을 분명하게 보여준다. 이 작품은 한국사회에 큰 반향을 일으켰으며 한국 아동청소년문학의 소재 중에 금기시되어 왔던 ‘성의 문제’를 공론화했다는 큰 의미를 지닌다. 이를 계기로 한국 청소년소설은 여성 청소년들의 성에 관한 이야기를 본격적으로 펼쳐나가기 시작한다.
2013년에 발표된  청소년 소설 《얼음이 빛나는 순간》은 십대 소녀의 원하지 않는 임신과 출산 문제를 다룬다. 이를 주제로 한 대부분의 청소년소설이 소녀에게 초점이 맞추어져 있는데 비하여 《얼음이 빛나는 순간》은 남성주인공의 고민 역시 여성주인공의 생각을 함께 드러낸다. 또한 두 소년 소녀가 출산과 양육을 함께 하며 긍정적으로 문제를 풀어나가는 성장과정을 희망적으로 제시한다.
작가의 최근작인 장편 역사소설 《거기, 내가 가면 안돼요?》는 한국 현대사와 전쟁 성폭력이라는 문제를 전면에 등장시킨다. 이 작품에서 작가는 1920년대에서 현대까지 수남과 채령이라는 두 소녀의 스펙타클한 삶을 보여주는 방식을 통해 한국 현대사를 깊이 있게 조명했다. 특히 한국사회의 큰 사회적 이슈인 2차대전 중 일본군 위안부 문제를 다루고 있다. 수남이가 경험한 일본군 위안부로의 삶과 종전 후 일본 패잔병들에게 성폭행을 당하는 장면을 통해  한국 현대사에서 불행했던 여성민중의 삶을 복원한다.
이처럼 작가는 청소년소설 장르를 통해 여성이라는 키워드를 주목한다. 한국사회에서 청소년은 전 세계적으로 드문 입시경쟁을 겪고 있으며 청소년을 대하는 어른들의 잣대 또한 매우 엄격한 편이다. 특히 여성 청소년들에게는 한국사회에 아직도 남아 있는 가부장제로 인하여 남성보다 훨씬 어려운 삶이 기다리고 있다. 이금이는 한국사회에서 여성의 삶을 주목하면서 그것을 청소년소설 장르 안에서 녹여냈다. 이 작업은 한국 아동청소년문학의 발전을 가져왔고 한국사회에서 여성 청소년의 삶을 성찰할 수 있는 계기를 마련했다.
그의 여성과 청소년에 대한 애정은 작품으로만 끝나지 않는다. 성폭행과 십대 임신을 주제로 한 작품을 읽고 보내오는 독자들의 반응이 점차 그를 변화시켰다. 그는 현재 ‘한국어린이청소년책작가연대’에서 성평등위원회 활동을 통해 작품과 그의 삶을 일치시키려는 노력을 기울이고 있다.

### 농촌이라는 공간을 주목하다.
이금이에게 농촌은 단지 서사의 배경이 아니라 그의 문학 전체를 관통하는 주제의식을 펼치는 무대다. 이금이에게 농촌은 첫째 자신을 받아주고 신뢰해주는 영원한 자연이라는 공간의 의미를 가진다. 데뷔작인 《영구랑 흑구랑》, 《봉삼 아저씨》, 첫 장편동화 《목장의 꽃바람》, 1987년 계몽문학상 수상작 《가슴에서 자라는 나무》 등이 모두 농촌을 배경으로 하여 자연만이 줄 수 있는 위안을 이야기하는 작품들이다.
두 번째 이금이에게 농촌은 한국 사회의 냉정한 현실을 보여주는 곳이었다. 이금이가 결혼 후 충북 청원군으로 이주한 후, 현실로 체험한 농촌은 어린 시절 느꼈던 이상향과는 달랐다. 한국전쟁 이후 한국은 급격한 현대화로 도시와 농촌 간 경제격차가 커졌다. 1960년대 이후 농촌의 경제적 문제는 가족 해체 등 어린이의 삶에 많은 영향을 미쳤다. 작품 활동 초반 ‘농촌 작가’라는 명칭을 얻을 정도로 농촌을 배경으로 한 작품을 여러 편 쓰던 이금이는 농촌의 현실과 만난 후 이를 고민하기 시작한다.
이때 발표된 대표작은 《밤티마을 큰돌이네 집》이다. 작품에서 주인공 남매인 큰돌이와 영미는 가정의 어려움을 가진 농촌의 아이들이었다. 아버지의 경제적, 심리적 상황은 심각하고 어머니는 집을 떠난다. 이런 큰돌이네를 딱하게 여기던 이웃 할머니의 제안으로 영미는 입양을 가게 된다. 영미가 입양된 곳은 밤티 마을이라는 농촌마을과는 대조되는 도시 공간이다. 영미를 입양한 새엄마와 새아빠는 따듯하지만 영미는 그곳에 적응하지 못한다.
이런 여러 문제를 해결하는 인물이 바로 큰돌이 아버지와 결혼한 새엄마 팥쥐엄마다. ‘팥쥐엄마’라는 별명은 한국의 신데렐라라고 할 수 있는 옛이야기 《콩쥐와 팥쥐》에 나오는 새엄마에서 따온 것이다. 외모가 우락부락하여 팥쥐엄마라 불리지만 흔히 생각하는 새엄마에 대한 편견을 깬 반전의 인물이라 더욱 흥미롭다. 이후  《밤티마을 큰돌이네 집》 의 후속 작 두 편에서 작가는 팥쥐엄마의 노력으로 안정된  큰돌이네를 중심으로 노인 부양의 문제나 친엄마와 새엄마라는 모성의 문제, 입양 문제 등 한국 현대사회에서 나타나는 가정과 사회의 문제로 이야기를 확대해간다. 물론 밤티마을이 농촌이기에 이러한 모든 문제는 한국 농촌 현실에서 일어나는 일을 대변한 것이기도 하다.
이와 같이 이금이 작가는 한국 농촌과 그곳에서 발생하는 문제점에 주목하였지만 동시에 농촌을 도시와 대비된 아름다운 인간미가 숨쉬는 공간으로 끝까지 인식한다. 아동소설 《너도 하늘말나리야》는 시골의 보건소장으로 부임한 엄마와 단 둘이 사는 소녀 미르의 이야기로 어려운 상황에서도 아름다운 자연에 의지하여 이를 극복하는 서정적인 작품이다. 농촌과 도시의 입체적 대비는 농경사회에서 출발했지만 급격한 도시화로 이제 대부분 도시생활을 하는 현대 한국인에게 깊은 성찰과 정서의 울림을 안겨준다.

### 약자와 소수자에 주목하다.
그가 쓴 작품은 다양한 소재를 넘나든다. 작품의 공통점은 한국사회의 어두운 구석을 살피려는 작가의 강한 의지가 담겨 있다는 점이다.
장편동화  《내 어머니 사는 나라》는 남한에 사는 어린이 수빈이가 북한이 고향인 할아버지와 북한의 금강산 여행에 동행하는 이야기이다. 작가는 직접 금강산을 방문한 체험에 남북통일과 이산가족의 만남에 대한 바람을 담아냈다. 장편동화  《나와 조금 다를 뿐이야》는 발달장애인 어린이를 등장시켜 장애에 대한 고정관념을 깨는 이야기이다.
한편 이금이가 한국에서 청소년소설이라는 장르를 주목하고 시도한 초기 작가라는 점도 이러한 그의 스타일과 연결된다. 한국사회에서 청소년은 매우 힘든 존재다. 한국 청소년 인권과 문화에 대한 인식이 낮은 만큼 청소년문학도 뒤늦게 발전하여 청소년을 교육의 대상이 아닌 문화 주체로 보고 그들을 응원하는 문학이 집중적으로 창작된 것은 2000년대를 넘어서면서부터이다. 이금이가 그 선두에 서 있었다.
이와 같이  다양한 소재를 찾으려는 성실함과 문학을 대하는 진지함으로 그는 한국 아동청소년문학을 한 차원 높이 발전시켰다.

## 수상목록
1984년 새벗문학상으로 데뷔, 수상작 《영구랑 흑구랑》
1985년 소년중앙 문학상, 수상작 《봉삼 아저씨》
1987년 계몽사 아동문학상 《가슴에서 자라는 나무》
2007년 소천문학상, 동화집 《금단현상》
2011년 윤석중문학상, 동화집 《사료를 드립니다》
2017년 방정환문학상, 《하룻밤》
2018년 IBBY 아너리스트 글 부문 선정, 장편소설 《거기, 내가 가면 안돼요?》

## 대표 도서목록

### 《밤티마을 큰돌이네 집》 시리즈
- 《밤티마을 큰돌이네 집》 (1994, 푸른책들, 173*225, 143쪽)
- 《밤티마을 영미네 집》(2004, 푸른책들, 148*210, 132쪽)
- 《밤티마을 봄이네 집》(2005, 푸른책들, 152*223, 135쪽)

한국 농촌에 살고 있는 큰돌이와 영미 남매는 친엄마가 집을 나가고 없다. 어느 날 이웃 할머니의 제안으로 여동생 영미는 도시로 입양을 떠나게 된다. 영미를 입양한 새부모는 친절하고 다정한 어른들이지만 영미는 도시에 적응을 할 수 없다. 영미에게 밤티마을이라는 시골마을은  그리움의 공간이 된다. 때마침 큰돌이아빠와 재혼한 팥쥐엄마가 집안에서 능력을 발휘하기 시작한다. 팥쥐엄마는 곰보 가득한 얼굴의 여성이지만 영미를 다시 찾아오고 따듯하게 아이들과 가족을 품는다. 후속작에서는 팥쥐엄마의 사랑으로 단단해진 가족을 바탕으로 벌어지는 농촌의 노인문제나 친엄마와 새엄마의 만남을 통한 모성의 문제 등으로 주제를 확장해나간다.

### 《소희의 방》시리즈
- 《너도 하늘말나리야》 (1999,푸른책들, 152*223, 264쪽)
- 《소희의 방》 (2010, ,푸른책들127*288, 304쪽)
- 《숨은 길 찾기》 (2014 ,푸른책들, 127*288 , 240쪽)

《너도 하늘말나리야》는 이금이의 초기 동화에서 나타난 농촌사회를 배경으로 하되 현대 가족의 또 하나의 모습이면서도 한국사회에서 소외되어 있던 주제인 한부모 가정의 다양한 모습을 다룬다. 후속작에서는 각각 가정의 모습이 달라지면서 다르게 성장하는 세 청소년의 모습을 통해 가족해체가 가져온 변화와 그들의 미묘한 심리를 이야기한다. 일례로 소희를 주인공으로 택한 《소희의 방》 에서는 엄마의 재혼으로 소희가 새로운 가족구성원을 만나는 과정에서 느끼는 소외의식과 불안 그리고 그것의 극복을 다룬다.  《숨은 길 찾기》는 세 소년, 소녀들이 중학교를 졸업하면서 자신의 진로와 미래를 탐색하는 과정에 집중하고 있다.

### 《유진과 유진》
《유진과 유진》 (2004, 푸른책들, 127*188, 285쪽)
두 소녀 유진과 유진은 중학교에서 다시 만나게 된 친구 사이로 이들은 유치원시절에 유아 성추행을 겪은 과거를 공유하고 있다. 두 소녀의 어머니는 양육태도가 다르다. 한 어머니는 딸의 아픔 앞에서 딸을 보듬으려 노력하는 데에 비하여 다른 어머니는 이 사건을 숨기려는 데에 급급하다. 이로 인해 발생하는 아이들의 심리상태는 다를 수밖에 없다. 작가는 유아나 청소년이 성폭행 혹은 추행을 당했을 때 부모를 비롯한 어른의 역할이 결정적으로 중요하고, 그것이 잘못될 경우 불행하게도 피해자의 자기존중감 상실로 귀결될 수 있음을 분명하게 이야기한다. 이 작품은 한국사회에 큰 반향을 일으켰으며 한국 아동청소년문학의 소재 중에 금기시되어 왔던 ‘성의 문제’를 공론화했다는 큰 의미를 지닌다.

### 《거기, 내가 가면 안돼요?》
- 《거기, 내가 가면 안돼요?》 1 (2016, 사계절, 145*225, 292쪽)
- 《거기, 내가 가면 안돼요?》 2 (2016, 사계절, 127*188, 285쪽)

한국 현대사를 조명하면서 동시에 전쟁 성폭력이라는 문제를 전면에 등장시킨다. 역사소설이면서 동시에 두 소녀의 성장소설이기도 한 이 작품은 1920년대에서 한국사회까지라는 시대적 배경을 통해 수남과 채령이라는 두 소녀의 스펙타클한 삶을 보여주고 한국 현대사를 깊이 있게 조명한다. 특히 일본의 한국 점령과 세계 2차대전이 낳은 비극, 한국 여성의 일본군 위안부 문제를 정면으로 다루고 있다. 수남이가 경험한 일본군 위안부와 종전 후 일본 패잔병들에게 능욕을 당하는 이야기 등은 한국 현대사에서 불행했던 여성민중의 삶을 복원한다.

### 《내 어머니 사는 나라》
《내 어머니 사는 나라》(2007, 푸른책들, 173*226, 167쪽)
남한에 사는 어린이가 북한이 고향이지만 한국전쟁으로 실향민이 된 할아버지와 북한의 금강산 여행에 동행하는 이야기이다. 작가는 직접 금강산을 방문한 체험에 남북통일과 이산가족의 만남에 대한 바람을 담아내었다. 백두산과 함께 북한의 대표적인 명산인 금강산의 아름다움과 함께 여행하는 할아버지 외 여러 사람의 다양한 모습을 통해 남북문제에 대한 고민과 미래의 전망을 담고 있다. 세계에서 드물고 오래된 분단국가의 현대사의 비극을 통해 한국 어린이독자뿐 아니라 세계 여러나라의 어린이독자에게 전쟁의 비극과 공동체의 소중함을 알려줄 수 있는 작품이다.

## 참고
- 작가연구자료집2018, KBBY국제아동청소년도서협의회